# Feuilles mortes
Feuilles Mortes (Fulles Mortes) és un preludi per a piano sol del compositor francès Claude Debussy. Va ser publicat el 1913 com el segon preludi del segon llibre de preludis. És característic i idomàtic de Debussy pel seu llenguatge, forma i harmonia.

## La forma "Preludi"
Actualment es consideren els vint-i-quatre preludis de Debussy com una sola obra, publicada en dos llibres de dotze preludis cada un, i en la qual el segon cicle és una conseqüència natural del primer pel que fa al procés compositiu: llenguatge harmònic, textures, estructures, ambients sonors i caràcters, etc.
D'aquesta manera, el segon llibre de preludis es mostra sovint amb un llenguatge més avançat, evolucionant cap a un tractament més abstracte dels suggeriments o connotacions extramusicals de cada preludi. De la mateixa manera, els darrers preludis del segon llibre són el precedent dels Estudis: ens donen una visió anticipada d'aquest darrer estil. Així mateix, com a cicle (els dos llibres de Preludis) són la primera obra per a piano de Debussy que usa títols no descriptius (com les Estampes, Arabesques o Images).
En la composició dels seus Preludis, Debussy continua amb l'evolució natural del gènere. Abans del segle xix, els preludis sempre havien mantengut la seva tradicional posició com a preliminar o introducció al cos principal d'una composició. A principis del XIX, Chopin va donar al gènere la seva integritat: cada preludi era un fragment independent, amb un fort rol poètic. Un gran nombre de compositors van seguir la nova moda de Chopin amb conjunts de preludis per piano: Charles-Valentin Alkan (Op. 31 per piano o orgue), Ferruccio Busoni (op. 37, BV 181), César Cui (op. 64), Stephen Heller (op. 81), i Alexander Scriabin (op. 11).
Dins aquesta nova evolució del preludi com a gènere independent, Debussy va afegir una complexitat de materials que va suposar dur el preludi al punt més alt de desenvolupament, sense perdre l'essència breu de l'obra. Així, son obres compactes, concentrades, amb absència de repetició. Això no només es relaciona amb la famosa cita “la brevetat és l'ànima del geni”, sinó també amb el naixement d'un segle devot a l'exploració de les inquietants miniatures explosives (com la bomba atòmica o les píndoles de vitamines).
Els preludis no tenen un propòsit, sinó que cerquen una sensació, alguna cosa que es suggereix. D'aquesta manera, el compositor situa els títols de cada preludi al final de la partitura, per no crear un prejudici a l'oient. Cal dir que molts dels títols es varen posar després de ser l'obra acabada, i no abans. Mallarmé afirmà una vegada que “anomenar un títol significa suprimir tres quartes parts de l'encant d'un poema, el que té d'endevinalla, de suggestió, de somni”.
Llavors, podríem dir que aquesta música és evocadora, i no descriptiva. Alguns d'ells es consideren com una música privada: per a Debussy, alguns preludis van ser pensats per tocar davant una audiència d'unes quatre o cinc persones.
L'estil pianístic dels preludis evoca una altra vegada l'herència de Debussy dels clavecinistes francesos dels segle xvii i XVIII: Chambonnieres, Rameau i Couperin. Imita en els contorns melòdics, la claredat destil, les melodies flexibles, la precisió rítmica i una simplicitat de forma. L'estructura és bàsicament ternària i freqüentment en forma rondo-sonata, encara que no és una forma preconcebuda, sinó generada pels mateixos materials de cada preludi. Per a la seva interpretació, només un intèrpet de gran maduresa tècnica podrà evocar les eines sonores per evocar una multitud d'escenes i personatges: llegendes, pintures, fenomes naturals, objectes arqueològics i paisatges arquitectònics.  
Durant els tres anys que separen la publicació dels dos llibres de Preludis, 1910-1913, la malaltia que mataria Debussy el 1918 va agreujar-se, i el seu estat econòmic, que mai havia estat pròsper, va empitjorar. L'any 1913 el món sencer va entrar en un estat perillós de declivi. Dietschy afirmà que: "quasi a tot arreu no hi havia descans, tot era armament, mobilització, preparació per a la guerra". El cataclisme del 1914 era ben a prop.

### Inici del segon llibre de Preludis
Sobre el segon llibre de preludis, dos autògrafs manuscrits existeixen dels dos primers preludis a finals del 1911. Això ens suggereix que, igualment com al primer llibre, Debussy tenia una idea clara de com volia començar el segon cicle: amb gran reticència. La següent referència més propera és del setè preludi, La terrasse des audiences du clair de lune, a un article de diari el desembre del 1912.
Les relacions tonals de l'inici del segon llibre són evidents: els tres primers preludis (Brouillards, Feuilles mortes i La puerta del Vino) s'organitzen al voltant de Re bemoll/Do sostingut. Concretament, els dos primer preludis semblen haver estat pensats des de l'inici com una parella d'obertura, compartint el mateix centre tonal. En la seva interpretació, la transició del primer al segon es pot marcar gràcies a l'harmonia: els dos primers acords de Feuilles mortes es poden percebre com una repetició (reorquestada i enriquida) dels darrers acords de Brouillards. A més, les notes del baix dels dos primers acords de Feuilles mortes deriven de les notes superiors de les darreres tríades de Brouillards. Amb aquesta connotació, una peça es dissol i resol en la següent.
Els seus títols, Boires i Fulles mortes, evoquen paisatges característics del món de Debussy, deixant a l'intèrpret i el públic cap dubte de com respondre imaginativament. Recordem que cap dels títols ha de tenir importància més enllà de la imatge que s'inspira, i alhora cap d'ells manca d'una certa ambigüitat. Fulles mortes transmet una imatge precisa de la tardor, i en llengua francesa, el mot també es refereix al color vermellós. És doncs, un arquetip de les imatges evocadores de Debussy.

### Referències extramusicals

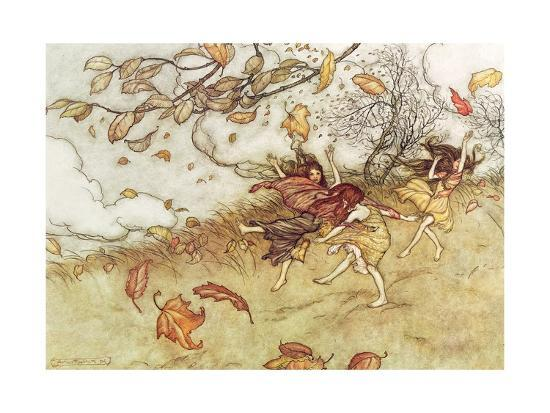
Arthur Rackman: Fades a la tardor